# Mitirinchi-Island-Nationalpark
Der Mitirinchi-Island-Nationalpark (engl.: Mitirinchi Island National Park, früher Quoin-Island-Nationalpark) ist ein Nationalpark im Nordosten des australischen Bundesstaates Queensland.
Der Park wird von den örtlichen Aborigines zusammen mit der Nationalparkverwaltung von Queensland unter dem Status Cape York Peninsula Aboriginal Land (CYPAL) verwaltet. Park und Insel gehören zum Great Barrier Reef.

## Lage
Er liegt 1.947 Kilometer nordwestlich von Brisbane und 50 Kilometer nordöstlich von Lockhart River.
In der Nachbarschaft liegen die Nationalparks Forbes Islands, Ma’alpiku Island und Iron Range.

## Landesnatur
Die fast vegetationslose Insel liegt inmitten einer großen Wasserfläche und ist von einem Korallenriff umgeben.

## Fauna
Mitirinchi Island ist ein wichtiger Nistplatz für alle Arten von Seevögeln. Die Insel ist über und über mit Guano bedeckt. Im Riff finden sich auch die seltenen Suppen- und Karettschildkröten sowie eine reiche Meeresfauna.

## Einrichtungen und Zufahrt
Das Betreten der Insel ist nicht gestattet und es gibt keine Einrichtungen, beides zum Schutz der brütenden Vögel. Allerdings darf man sich mit Privat- oder Charterbooten in der Nähe der Insel aufhalten und so die Vögel beobachten.